# Prismatocarpus rogersii
Prismatocarpus rogersii är en klockväxtart som beskrevs av Henry Georges Fourcade. Prismatocarpus rogersii ingår i släktet Prismatocarpus och familjen klockväxter. Inga underarter finns listade i Catalogue of Life.